# Istituto d'istruzione superiore Giuseppe Garibaldi
L'Istituto d'istruzione superiore  "Giuseppe Garibaldi" è situato a Macerata.

## Storia
L’istituto vanta una lunga storia che origina dal Comizio Agrario sorto a Macerata dopo l'Unità d'Italia in seguito alla proposta, avanzata nel 1867, dal prof. Angelo Monà, di fondare un convitto agrario per la formazione di “buoni agenti di campagna”. Il Comizio Agrario a sua volta nasceva dalla precedente Società d'Agricoltura e d'Industria inaugurata nel 1843, segno del lungo legame del territorio maceratese con l'agricoltura.

## L'offerta formativa
L'offerta formativa è articolata tramite due istituti:
- istituto tecnico per il settore tecnologico agraria / agroalimentare / agroindustria
- istituto professionale servizi per l'agricoltura e lo sviluppo rurale

## La struttura
La struttura scolastica è costituita da aule, laboratori di zootecnia, fisica, scienze, chimica e informatica, un'aula magna con una capacità di circa 150 persone, una biblioteca, un campo da pallacanestro all'aperto, due campi da calcetto all'aperto, una palestra polifunzionale ed il convitto che ospita gli studenti convittori, con l'annessa sala mensa. 
L'istituto dispone inoltre di una vera e propria azienda agraria, di circa 70 ha, con ricovero per macchine e attrezzi, dotata di cantina didattica e sala di degustazione, l'oleificio, una serra, un frutteto didattico, una stalla per asini e una stalla per bovini.
Un tempo erano presenti anche un centro-tori e un laboratorio di ricerca sulla fecondazione equina.
Nell'azienda vi è un'importante produzione vitivinicola, con l'imbottigliamento di alcuni vini autoctoni della zona come il Rosso Piceno ed il Colli Maceratesi bianco, oltre che di Vino di visciole.